# In Gyo-jin
In Gyo-jin (hangul: 인교진, hancha: 印橋晉; ur. 29 sierpnia 1980) – południowokoreański aktor.
Urodził się w Jochiwon (obecnie teren Sedżongu). Ukończył Dankook University na kierunku język angielski i literatura. Zadebiutował w 2000 roku w serialu Jeon-won-ilgi. Na początku swojej kariery, jego ówczesna agencja zaproponowała, aby występować pod pseudonimem – był znany jako Do Yi-sung (kor. 도이성) aż do roku 2011. W 2012 roku powrócił do swojego prawdziwego imienia, za radą nowej agencji Madin Entertainment. W 2015 roku podpisał kontrakt z nową agencją, KeyEast, do której należy również jego żona, aktorka So Yi-hyun.

## Filmografia

### Telewizja
| Rok  | Tytuł                           | Rola                                       | Stacja telewizyjna |
| ---- | ------------------------------- | ------------------------------------------ | ------------------ |
| 2000 | Jeon-won-ilgi                   | Jae-dong                                   | MBC                |
| 2001 | Se chingu                       | Kelner w restauracji (cameo)               | MBC                |
| 2001 | Eojjeomyeon joh-a               | Min-soo                                    | MBC                |
| 2001 | Bogosip-eun eolgul              |                                            | MBC                |
| 2003 | Drama City: Balamnan yujeonja   | Jung-hak                                   | KBS2               |
| 2003 | Seonnyeowa sakikkun             | Go Min-sang                                | SBS                |
| 2005 | Keu yeoleum-ui taepoong         |                                            | SBS                |
| 2006 | Eolmana jongkilrae              | Oh Soo-chul                                | MBC                |
| 2008 | Aeja eonni Minja                | Park Ha-jin                                | SBS                |
| 2009 | Seondeok yeo-wang               | Kim Yong-choon                             | MBC                |
| 2011 | Choego-ui sarang                | mąż Mi-na                                  | MBC                |
| 2011 | Miss Ajumma                     | Lee Byung-chul                             | SBS                |
| 2011 | Naeil-i omyeon                  | Lee Sung-ryong                             | SBS                |
| 2012 | Happy Ending                    | Lee Sung-hoon                              | JTBC               |
| 2012 | Romance-ga pil-yohae 2012       | Han Jung-min                               | tvN                |
| 2012 | Ma-ui                           | Kwon Suk-chul                              | MBC                |
| 2013 | Guam Heo Jun                    | Książę Gwang-hae                           | MBC                |
| 2013 | Good Doctor                     | mąż Lee Soo-Jin (odc. 12)                  | KBS2               |
| 2013 | Yeon-aereul kidaehae            | były chlopak Joo Yeon-ae (cameo)           | KBS2               |
| 2013 | Drama Festival: Isang geu isang | Tae-won                                    | MBC                |
| 2014 | Angkeumhan dolsingnyeo          | cameo, odc. 1                              | MBC                |
| 2014 | Chunguk-eui nunmul              | Jin Hyun-woong                             | MBN                |
| 2014 | Minyeo-ui tansaeng              | Gyo Ji-hoon                                | SBS                |
| 2015 | Yeojareul ulryeo                | Hwang Kyung-chul                           | MBC                |
| 2015 | Balchikhage Go Go               | Im Soo-yong                                | KBS2               |
| 2016 | Baek-hee-ga dol-awassda         | Hong Doo-sik                               | KBS2               |
| 2016 | Urijib-e saneun namja           | lekarz (odc. 1-2)                          | KBS2               |
| 2016 | Entourage                       | on sam (odc. 6)                            | tvN                |
| 2016 | Oh My Geum-bi                   | Właściciel warsztatu samochodowego (cameo) | KBS2               |
| 2017 | Wanbyukhan anae                 | Hong Sam-gyu                               | KBS2               |
| 2017 | Ssam My Way                     | Kim In-gyo (cameo)                         | KBS2               |

### Filmy
| Rok  | Tytuł              | Rola              |
| ---- | ------------------ | ----------------- |
| 2002 | Hwiparam gongju    | Soo-il            |
| 2006 | Wontak-ui cheonsa  | Lee Chang-soo     |
| 2008 | Singijeon          | In-ha             |
| 2016 | Geunal-ui bon-wigi | Dong-wook (cameo) |

### Programy rewiowe
| Rok       | Tytuł                                      | Stacja telewizyjna |
| --------- | ------------------------------------------ | ------------------ |
| 2016–2017 | The Return of Superman (odc. 130-162, 193) | KBS2               |